# 南川椴
南川椴（学名：Tilia nanchuanensis）是锦葵科椴树属的植物，为中国的特有植物。分布在中国大陆的四川等地，生长于海拔1,700米的地区，常生于山地森林里，目前已由人工引种栽培。